# Боянци
Боянци (болг. Боянци) — село в Болгарии. Находится в Пловдивской области, входит в общину Асеновград. Население составляет 1453 человека.

## Политическая ситуация
В местном кметстве Боянци, в состав которого входит Боянци, должность кмета (старосты) исполняет Димитр Йорданов Димитров (АТАКА) по результатам выборов.
Кмет (мэр) общины Асеновград — Христо Грудев Грудев (коалиция партий: Граждане за европейское развитие Болгарии (ГЕРБ), ВМРО — Болгарское национальное движение) по результатам выборов.